# (46580) Ryouichiirie
(46580) Ryouichiirie es un asteroide perteneciente al cinturón de asteroides descubierto el 2 de abril de 1992 por Tsutomu Seki desde el Observatorio de Geisei (Geisei, Japón).

## Designación y nombre
Designado provisionalmente como 1992 GC, en 2013 fue nombrado por Ryouichi Irie (n. 1949) quien es un astrónomo aficionado japonés de la ciudad de Toyooka, prefectura de Hyogo, y descubridor independiente del cometa C/1988 P1 (Machholz). También es un astrofotógrafo galardonado y exhibe sus obras ampliamente.

## Características orbitales
Ryouichiirie está situado a una distancia media del Sol de 2,659 ua, pudiendo alejarse hasta 3,012 ua y acercarse hasta 2,306 ua. Su excentricidad es 0,133 y la inclinación orbital 13,643 grados. Emplea 1583,61 días en completar una órbita alrededor del Sol.
Pertenece a la familia de asteroides de (15) Eunomia.

## Características físicas
La magnitud absoluta de Ryouichiirie es 13,97. Tiene 4,282 km de diámetro y su albedo se estima en 0,167. 